# Jorge Eduardo Torres
Jorge Eduardo Torres Camargo (Bogotá, 15 de junio de 1979) es filósofo, pedagogo, político y concejal electo del Concejo de Bogotá para el periodo 2016-2019. Fue respaldado por el exalcalde de Bogotá y senador Antanas Mockus. Su postura política es "mockusiana", enfocado en la cultura ciudadana, la transparencia y la educación.

## Educación
Curso estudios de Filosofía de la Universidad Santo Tomás de Bogotá. Estudios en la Escuela Superior de Administración Pública (ESAP). Estudios del Instituto Ortega y Gasset, España.

## Carrera política
Ha acompañado a Antanas Mockus desde el año 2000, participando en todos sus procesos de elección popular. Entre 2006 y 2011 fue el coordinador del movimiento político Visionarios por Colombia. En 2009 hizo parte del equipo que lideró la refundación del Partido Verde desde la tendencia visionaria.
En 2010 fue el coordinador general de la campaña de “Mockus Presidente” y de las campañas de John Sudarsky y Ángela María Robledo al Congreso de La República. En 2011 fue candidato al Concejo de Bogotá por la ASI y nuevamente se presentó en 2015 por el Partido Alianza Verde, curul que alcanzó con la votación más alta del partido, 15.327 votos. Hace parte de la Dirección Nacional y Distrital del partido, y lidera el movimiento político mockusiano.
Desde la acción ciudadana, fue dirigente juvenil en la Mesa bogotana de juventud, donde lideró la conformación de los Consejos de Juventud y la formulación de la primera política de juventud. Coordinó las principales acciones de Cultura Ciudadana que, desde la sociedad civil, el movimiento Visionarios le propuso al país: Voto Vital, Por la vida súmate y actúa, Vigilia por las Víctimas, La Marcha Por La Vida, entre otras.